# Un lugar en la cumbre (novela)
Un lugar en la cumbre (Room at the Top) es una novela de 1957 del escritor inglés John Braine.
Esta novela narra la historia del imparable ascenso de Joe Lampton, un trepa de clase obrera, que se abre paso como puede en la estricta Inglaterra de los primeros años de la posguerra. Atrapado en un deprimente pueblo industrial de Yorkshire, Lampton, contable municipal cuyas principales aficiones son la cerveza y las jóvenes casaderas, aspira a crearse una «reputación social», para lo cual no dudará en ganarse el aprecio de las fuerzas vivas del lugar.
Un lugar en la cumbre es considerada como una de las novelas más emblemáticas de los Jóvenes airados británicos. Ha sido destacada por su penetrante análisis de la sociedad de clases británica y por lograr con su carácter transgresor e irreverente romper con las convenciones sociales y los códigos de comportamientos tradicionales.

## Adaptaciones cinematográficas
- Un lugar en la cumbre (Room at the Top). 1959.

- Datos: Q630460